# Schizorhynchoides rarus
Schizorhynchoides rarus är en plattmaskart som beskrevs av Ax 1951. Schizorhynchoides rarus ingår i släktet Schizorhynchoides, och familjen Schizorhynchidae. Arten är reproducerande i Sverige.